# Ooh I Love You Rakeem
Ooh I Love You Rakeem - debiutancki minialbum amerykańskiego rapera Prince Rakeema (teraz znany jako RZA). EP zostało wydane przed założeniem Wu-Tang Clan. Album promował teledysk do utworu "Ooh We Love You Rakeem (Baggin' Ladies Mix)".

## Lista utworów
| List utworów | List utworów                                           | List utworów                             | List utworów |
| Nr           | Tytuł utworu                                           | Producent                                | Długość      |
| ------------ | ------------------------------------------------------ | ---------------------------------------- | ------------ |
| 1.           | „Ooh We Love You Rakeem” (Baggin' Ladies Mix)          | Prince Rakeem                            | 4:17         |
| 2.           | „Ooh We Love You Rakeem” (Baggin' Ladies Instrumental) | Prince Rakeem                            | 4:17         |
| 3.           | „Deadly Venoms” (Vocals Up)                            | Prince Rakeem                            | 4:25         |
| 4.           | „Sexcapades” (DMD Mix)                                 | Easy Mo Bee, Prince Rakeem (koprodukcja) | 4:13         |
| 5.           | „Sexcapades” (Wutang Mix)                              | Easy Mo Bee, Prince Rakeem (koprodukcja) | 4:13         |
| 6.           | „Sexcapades” (DMD Radio Mix)                           | Easy Mo Bee, Prince Rakeem (koprodukcja) | 4:13         |
| 7.           | „Sexcapades” (DMD Instrumental)                        | Easy Mo Bee, Prince Rakeem (koprodukcja) | 0:30         |
| 8.           | „Sexcapades” (Wutang Instrumental Mix)                 | Easy Mo Bee, Prince Rakeem (koprodukcja) | 0:30         |
|              |                                                        |                                          | 26:38        |